# 巴特海崖
巴特海崖（英語：Barter Bluff）是南極洲的海崖，位於瑪麗伯德地，處於萊斯特峰以西3公里，屬於科勒嶺的一部分，美國地質調查局根據測量和該國海軍的空中照片繪入地圖，現時由南極條約體系管理。